# 시에모비트

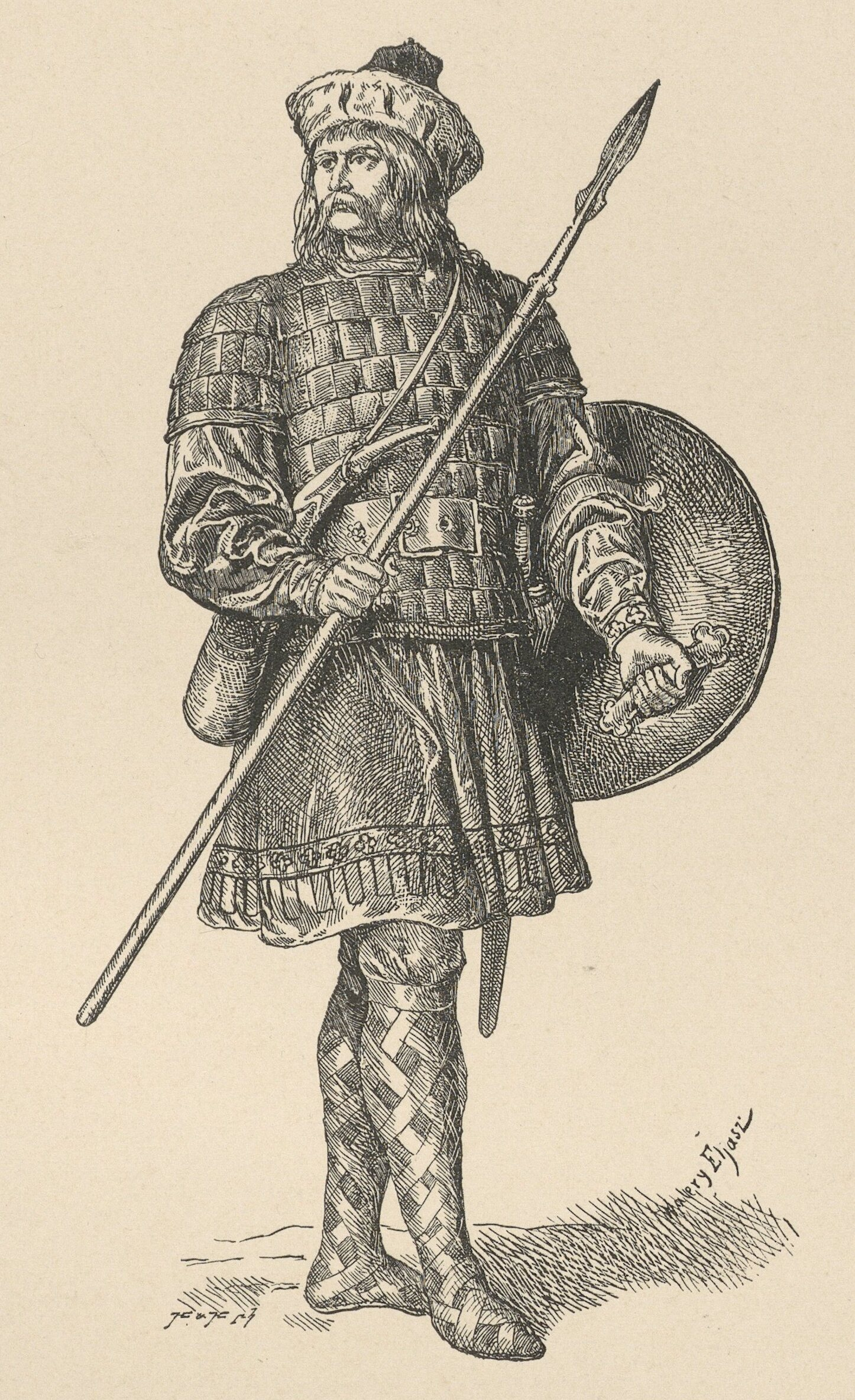
시에모비트

시에모비트(폴란드어: Siemowit 또는 Ziemowit, 9세기경)는 폴란드의 첫 번째 왕이자 창시자인 미에슈코 1세의 증조부다.

## 가계
- 부: 피아스트
- 아들: 레스테크